# オットー・バルネヴァルト

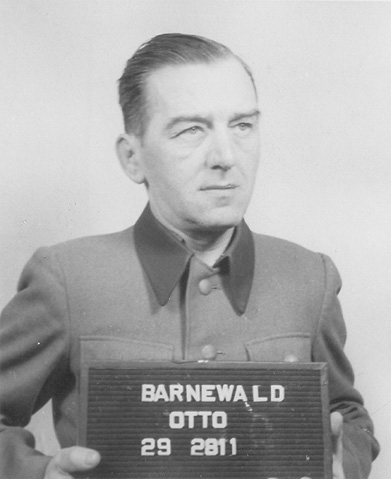
オットー・バルネヴァルト（1947年4月）

オットー・バルネヴァルト（Otto Barnewald, 1896年1月10日 - 1973年3月14日）は、ドイツの軍人。ナチス・ドイツの時代、親衛隊の将校として複数の強制収容所で管理部長(Leiter der Standortverwaltung)などの役職を務めた。最終階級は親衛隊少佐。

## 経歴
1896年、ライプツィヒに生まれる。父は機械工だった。学校教育を終えた1910年に廷吏（Gerichtsvollzieher）として採用され、実務教育を受ける。1913年、プロイセン陸軍に入隊し、第一次世界大戦にも一兵卒として従軍した。敗戦後の1919年に除隊し、1922年まで見習労働者（Hilfsarbeiter）として働いた。その後事務員として雇用されるが、1928年には失職し、1933年まで定職には就けなかった。
1929年、突撃隊（SA)に入隊すると共に国家社会主義ドイツ労働者党（NSDAP, ナチ党）に入党した（党員番号149,640）。1931年には親衛隊に所属を移し（隊員番号6,469）、1934年にはSS特務隊の管理部局に配属された。1938年からマウトハウゼン強制収容所で、1940年からはノイエンガンメ強制収容所で管理指導者（Verwaltungsführer）を務める。1942年1月からはブーヘンヴァルト強制収容所で管理指導者職に着き、1945年4月11日まで務めた。また、彼は1942年までに親衛隊少佐へと昇進している。
敗戦直後の1945年5月、バルネヴァルトはアメリカ陸軍によって逮捕された。彼は1947年4月11日から8月14日まで行われたダッハウ裁判の中で他の30人の被告と共に起訴を受けた。管理部の長たるバルネヴァルトの任務は、収容所が必要とする衣類、食料、その他資材を調達配給することであり、収容者の劣悪な生活環境に対して一定の責任があると見なされた。また、収容者の中には棒や鞭でバルネヴァルトに殴られたと証言する者や、彼が処刑の場に常に居合わせたと証言する者もいた。バルネヴァルトは容疑を一切否認し、また彼が単にベルリンからの指示に従って勤務していたことも確認された。
法廷では彼がブーヘンヴァルトで管理指導者を務めた3年間に大量の犠牲者が出たとして、絞首刑による死刑を宣告した。ただし、彼の活動と収容者の死との直接の関連は証明されなかった。1948年、終身刑に減刑される。1954年6月28日にはランツベルク戦犯収容所から釈放され、1973年にデュイスブルク＝ラインハウゼンにて死去した。